# Campylopterus
Campylopterus és un gènere d'ocells de la subfamília dels troquilins (Trochilinae) dins la família del troquílids (Trochilidae). Aquests colibrís habiten zones forestals de Mèxic i Amèrica Central i del Sud.

## Llista d'espècies
Aquest gènere està format per 10 espècies:
- Campylopterus largipennis - colibrí pitgrís.
- Campylopterus calcirupicola - colibrí de bosc sec.
- Campylopterus diamantinensis - colibrí de Diamantina.
- Campylopterus hyperythrus - colibrí roig de Veneçuela.
- Campylopterus ensipennis - colibrí cuablanc.
- Campylopterus falcatus - colibrí latzulita.
- Campylopterus phainopeplus - colibrí de Santa Marta.
- Campylopterus hemileucurus - colibrí violaci.
- Campylopterus duidae - colibrí cuadaurat.
- Campylopterus villaviscensio - colibrí del riu Napo.